# Francisco Manuel de Melo

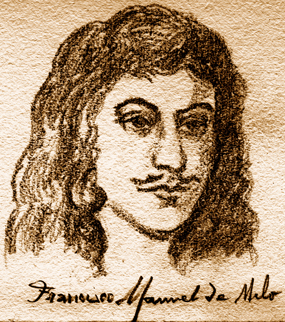
Francisco Manuel de Melo.

Francisco Manuel de Melo, född den 23 november 1608 i Lissabon, död där den 24 augusti 1666, var en portugisisk författare. 
Melo gick tidigt med i armén, som han dock snart lämnade för att ägna sig åt studier, dels i Nederländerna, dels i Katalonien. Han var politiskt aktiv och kämpade för Portugals skiljande från Spanien. Melo var en mycket produktiv författare såväl på portugisiska som på spanska (hans arbeten uppgår till ett hundratal band). Åren 1644-50 satt han fängslad och förvisades därefter till Brasilien, varifrån han återkom 1659. Han blev känd under pseudonymen Clemente Libertino för sina Historia de los movimientos, separación y guerra de Cataluña (1640-41).